# 5R busz (Győr)
A győri 5R jelzésű autóbusz a Révai Miklós utca és a Kismegyer, Arató utca, Major utca megállóhelyek között közlekedik, a Raktárváros érintésével. A vonalat a Volánbusz üzemelteti.

## Közlekedése
Csak munkanapokon közlekedik, irányonként 2-2 járat.

## Útvonala
Kismegyer közlekedését továbbra is az 5-ös és 6-os jelzésű autóbuszok biztosítják, azonban útvonaluk változott: az 5-ös autóbusz régi vonalán, végig a Szent Imre úton (a legrövidebb útvonalon) közlekedik a Révai Miklós utcáig, a 6-os pedig a Jereváni út, a Plaza és a kórház érintésével, a belvároson áthaladva, az egyetem érintésével Sárásig jár. Ezáltal számos új összeköttetés jött létre a városrészek között, és kedvezőbbé vált többek között a József Attila lakótelep és a vásárcsarnok kapcsolata is. Az Agroker és Raktárváros kiszolgálását továbbra is 5B, 5R jelzéssel az 5-ös vonalról betérő járatok biztosítják.
| Kismegyer, Arató utca, Major utca felé | Révai Miklós utca felé |
| --- | --- |
| Révai Miklós utca – Révai Miklós utca – Városház tér – Szent István út – Baross Gábor híd – Baross Gábor út – Wesselényi utca – Bartók Béla út – Szent Imre út – Szent Imre út – Régi Veszprémi út – Raktárváros – Régi Veszprémi út – Szent Imre út – Veszprémi út – 82-es út, Agroker – Veszprémi út – Sági út – Arató utca – Kismegyer, Arató utca, Major utca | Kismegyer, Arató utca, Major utca – Arató utca – Sági út – Szent Imre út – Régi Veszprémi út – Raktárváros – Régi Veszprémi út – Szent Imre út – Szent Imre út – Bartók Béla út – Hunyadi utca – Baross Gábor híd – Szent István út – Gárdonyi Géza utca – Révai Miklós utca – Révai Miklós utca |

## Megállóhelyei
Az átszállási kapcsolatok között a Révai Miklós utca és Kismegyer, Arató utca, Major utca megállóhelyek között közlekedő 5-ös busz nincs feltüntetve!
| 0  | Révai Miklós utca végállomás                        | 22 | 1, 1A, 2, 6, 7, 8, 8B, 9, 9A, 11, 12, 12A, 14, 14B, 15, 15A, 17, 17B, 19, 19A, 21, 21B, 22, 22A, 22B, 22Y, 29, 30, 30A, 30B, 30Y, 31, 31A, 37, 38, 38A, CITY Távolsági járatok S10 G10 , IC, InterRégió, EC, EN, ER, gyorsvonat, expresszvonat, | Győr Helyi autóbusz-állomás, Bisinger József park, Posta, Városháza, Kormányablak |
| ∫  | Gárdonyi Géza utca                                  | 21 | 8, 8B, 10, 11, 11Y, 12, 12A, 14, 14B, 15, 15A, 30, 30A, 30B, 30Y, 31, 31A, 42, CITY | Győr-Moson-Sopron Megyei Kereskedelmi és Iparkamara, GYSZSZC Deák Ferenc Közgazdasági Szakgimnáziuma, Révai Parkolóház, Bisinger József park |
| 1  | Városháza (↓) Baross Gábor híd, belvárosi hídfő (↑) | 19 | 1, 1A, 2, 6, 7, 8, 8B, 9, 9A, 11, 12, 12A, 14, 14B, 15, 15A, 17, 17B, 19, 19A, 21, 21B, 22, 22A, 22B, 22Y, 29, 30, 30A, 30B, 30Y, 31, 31A, 37, 38, 38A, CITY Távolsági járatok S10 G10 , IC, InterRégió, EC, EN, ER, gyorsvonat, expresszvonat, | Győr Városháza, 2-es posta, Honvéd liget, Révai Miklós Gimnázium, Földhivatal, Megyeháza, Győri Törvényszék, Büntetés-végrehajtási Intézet, Richter János Hangverseny- és Konferenciaterem, Vízügyi Igazgatóság, Zenés szökőkút, Bisinger József park, Kormányablak |
| ∫  | Bartók Béla út, Kristály étterem                    | 17 | 6, 7, 9, 9A, 21, 21B, 38, 38A | Helyközi autóbusz-állomás, Munkaügyi központ, ÉNYKK Zrt. forgalmi iroda, Leier City Center |
| 3  | Roosevelt utca (Bartók-emlékmű)                     | 16 | 6, 7, 9, 9A, 17, 17B, 19, 19A, 21, 21B, 38, 38A | Gárdonyi Géza Általános Iskola, Attila utcai Óvoda |
| 5  | Bartók Béla út, vásárcsarnok                        | 15 | 6, 7, 9, 9A, 17, 17B, 19, 19A, 21, 21B, 38, 38A | Vásárcsarnok, Dr. Kovács Pál Könyvtár, Megyei Rendőr-főkapitányság, Mosolyvár Óvoda |
| 7  | Szent Imre út, Magyar utca                          | 13 | 2, 2B, 6 | Erzsébet Ligeti Óvoda, Szent Imre templom, Erzsébet liget, Révai Miklós Gimnázium Kollégiuma, Kölcsey Ferenc Általános Iskola |
| 8  | Szent Imre út, Megyei rendelő                       | 12 | 6 | Erzsébet liget, Megyei rendelőintézet |
| 9  | Szent Imre út, Nádas Ernő utca                      | 10 | 14B, 37 | Nemzeti Adó- és Vámhivatal Nyugat-dunántúli Regionális, Bűnügyi Igazgatósága, PRAKTIKER |
| 11 | Szabadhegy, vasútállomás                            | 8  | személyvonat | Győrszabadhegy |
| ∫  | Szent Imre út, József Attila utca                   | 7  | 6 | Radó Tibor Általános Iskola, Veres Péter Mezőgazdasági és Élelmiszeripari Szakképző Iskola és Kollégium |
| 13 | Régi Veszprémi út, Veres Péter iskola               | 6  | | Veres Péter Mezőgazdasági és Élelmiszeripari Szakképző Iskola és Kollégium |
| 14 | Raktárváros                                         | 5  | | |
| 15 | Régi Veszprémi út, Veres Péter iskola               | 4  | | Veres Péter Mezőgazdasági és Élelmiszeripari Szakképző Iskola és Kollégium |
| 16 | Szent Imre út, József Attila utca                   | ∫  | 6 | Radó Tibor Általános Iskola, Veres Péter Mezőgazdasági és Élelmiszeripari Szakképző Iskola és Kollégium |
| 17 | Kismegyer, körforgalom                              | 2  | 6 | Kismegyeri temető |
| 18 | Kalász utca                                         | 1  | 6 | |
| 19 | Kismegyer, Arató utca, Major utca végállomás        | 0  | 6 | Győr-Moson-Sopron Megyei Mezőgazdasági Szakigazgatási Hivatal Növény- és Talajvédelmi Igazgatóság |